# جوائز سوبر اختيار النقاد
جوائز سوبر اختيار النقاد (بالإنجليزية: Critics' Choice Super Awards)‏ هو عرض جوائز تقدمه جمعية اختيار النقاد سنويًا لتكريم أفضل إصدارات أفلام الخيال العلمي والتلفزيونية والوسائط المنزلية، بما في ذلك أفلام الأكشن والأبطال الخارقين والرعب والخيال العلمي والفنتازيا والرسوم المتحركة. تم تأسيسها لأول مرة في عام 2020، مع إقامة حفل الافتتاح في 10 يناير 2021، افتراضيًا، بسبب جائحة فيروس كورونا.